# JSHint
JSHintは、JavaScriptソースコードがコーディングルールに準拠しているかどうかを確認するために、ソフトウェア開発で使用される静的コード解析ツールである。JSHintは、2011年にアントン・コバリョフによって作成されたJSLintプロジェクト（ダグラス・クロックフォードによって作成）のフォークとして作成された。アントンらは、JSLintが「意見が多すぎる」と感じており、十分なカスタマイズオプションを許可していなかった。JSHintメンテナーは、オンラインバージョンとコマンドラインバージョンの両方を公開している。
オンライン版には、ユーザーがコードを貼り付けてアプリケーションをオンラインで実行できる公式Webサイトからアクセスできる。JSHintのコマンドラインバージョン（Node.jsのモジュールとして公開）、プロジェクトの開発ワークフローにJSHintを統合することによって、リンティングプロセスを自動化することを可能にしている。

## ライセンス
JSHintは、MITライセンスからわずかに変更されたJSLintライセンスの下にある1ファイルを除き、MITライセンスの下で配布される。追加の条項は、ソフトウェアが「悪ではなく善のために」使用されることを規定している。フリーソフトウェア財団によると、この条項があるためにこのソフトウェアはノンフリーとされている。
2020年8月に、以前のJSLintライセンスに基づくすべてのコードがオープンソースソフトウェアに置き換えられ、ソフトウェアは完全にフリーソフトウェアになった。